# Grasshopper Club und Küsnacht Lions
Il Grasshopper Club und Küsnacht Lions, noto anche come GCK Lions o solo GCK, è una squadra di hockey su ghiaccio con sede nella città svizzera di Zurigo, nel cantone omonimo. Fu fondata nel 1930. Milita nella Lega Nazionale B, seconda divisione del campionato svizzero. I colori sociali sono il blu, il rosso ed il bianco. Le partite casalinghe vengono disputate presso la KEK Küsnacht, che può contenere 2.800 spettatori.
Nel corso della sua storia la squadra ha conquistato un campionato svizzero, due titoli di Lega Nazionale B, una Coppa Svizzera, ed ha vinto per due volte il titolo di Prima Lega nel girone Ovest.

## Storia
Nel 1932, all'interno della polisportiva del Grasshopper Club Zürich, nacque la sezione dedicata all'hockey su ghiaccio. Gli allora Grasshopper-Club Zürich militarono stabilmente per lungo periodo in Lega Nazionale A, concentrando i loro successi più importanti fra gli anni 1950 e quelli sessanta. Dopo aver già vinto due titoli di Lega Nazionale B, nella stagione 1965-1966 il Grasshopper-Club centrò la doppietta vincendo sia il campionato che la Coppa Svizzera.
Per tutti gli anni 1970 fino al 1984 la squadra giocò in Prima Lega, prima di precipitare nelle serie dilettantistiche fra il 1985 e il 1988. Dalla stagione 1992-1993 il Grasshopper ritornò in Lega Nazionale B, affiliandosi agli ZSC Lions, formazione della Lega Nazionale A. Nel 1997 i Grasshopper si fusero con l'SC Küsnacht, ed assunsero la nuova denominazione di "GCK Lions", a suggellare il rapporto con gli altri Lions di Zurigo.

## Cronologia
- 1930-1937: 1º livello

## Palmarès

### Competizioni nazionali
Campionato Internazionale: 1
1932-33
 Campionato Internazionale: 1 secondo posto
1931-32
- Campionato svizzero: 1

1965-1966
- Lega Nazionale B: 2

1945-1946, 1962-1963
- Prima Lega: 2

1981-1982, 1992-1993

### Coppe nazionali
- Coppa Svizzera: 1

1965-1966

### Competizioni internazionali
Coppa Spengler: 2 terzi posti
1932, 1934